# Clupeonella cultriventris
Clupeonella cultriventris es una especie de pez del género Clupeonella, familia Clupeidae. Fue descrita científicamente por Nordmann en 1840.
Se distribuye por Eurasia: mar Negro, Azov y Caspio, Bulgaria, Rumania y Turquía. La longitud total (TL) es de 14,5 centímetros. Habita en aguas salobres pero que tolera salinidades y se alimenta de zooplancton, crustáceos como copépodos y cladóceros. Puede alcanzar los 13 metros de profundidad.
Está clasificada como una especie marina inofensiva para el ser humano.